# 印度礦業
印度礦業（英語：mining in India）是印度經濟中的重要一環，對該國經濟有重要貢獻。礦業在其國內生產毛額 (GDP) 的佔比約為2.2%到2.5%之間，但在該國整個工業部門的GDP中，則有約10%至11%的佔比。即使是小規模的採礦活動，也佔整個礦物產值的6%，對整體仍有可觀的貢獻。 印度礦業僱用的人數約為70萬人，加上間接關聯的就業人口，數量更為龐大。。
印度截至2012年是世界上最大的雲母片生產國，該國在2015年是世界第4大鐵礦石、鋁、鉻鐵礦和鋁礬土生產國。 煤碳和鐵礦石的儲量位居世界第5大。 印度金屬和礦業在2010年的產值估計為1,064億美元。
印度礦業自古就很重要，以對經濟有重大貢獻而聞名。然而該國礦業也因侵犯人權和造成環境污染而聲名狼籍。 此行業在近年來受到多起高知名度醜聞的衝擊。包括非法採礦、貪污腐敗、安全事故等，不僅損害印度礦業的形象，也對環境和社會造成負面影響。
印度政府面對前述挑戰正積極推動礦業改革，加強監管力度，打擊非法採礦，提高安全標準，並推動綠色礦業發展。此外，印度政府也鼓勵企業履行社會責任，回饋社區，改善環境。
印度礦業的未來發展，在很大程度上取決於如何有效應對挑戰，實現可持續發展。這不僅需要政府的努力，也需要企業、社區和社會各界的共同參與。

## 導論
印度礦業歷史悠久。這個產業在印度獨立（1947年）後，也開始跟隨世界的腳步進行現代化。該國於1991年推動的經濟改革和於1993年發佈的的國家礦業政策（National Mining Policy ）進一步促進礦業部門發展。印度的礦產資源有金屬礦產和非金屬礦產兩種。金屬礦產中分為鐵金屬和非鐵金屬（有色金屬），而非金屬礦產中也也包含有燃料、寶石等。
印度地理學作者D.R. Khullar指出印度礦業已開採超過3,100座礦山，其中超過550座是燃料礦藏，超過560座是金屬礦藏，超過1970座是非金屬礦藏。前印度礦業安全總監S.N. Padhi提供的數據是："印度約有600座煤礦、35個石油項目和6,000座不同規模的金屬礦山，平均每天僱用超過100萬人。"採礦方式有露天開採和地下開採，同時也以鑽探/抽取的方式以開採液體或氣體燃料。印度生產和使用約100種礦產，除供應國內需求外，也用於出口以賺取外匯。印度出口的有鐵礦石、鈦、錳、鋁礬土、花崗岩，並進口鈷、汞、石墨等。
印度的礦產資源（天然氣、石油和原子礦物除外）主要由印度礦業部規範，包括勘探，及資源使用方式。印度礦業部監督全國礦產的工業開採。印度地質調查局和印度礦業局（Indian Bureau of Mines）均隸屬於印度礦業部。

## 歷史

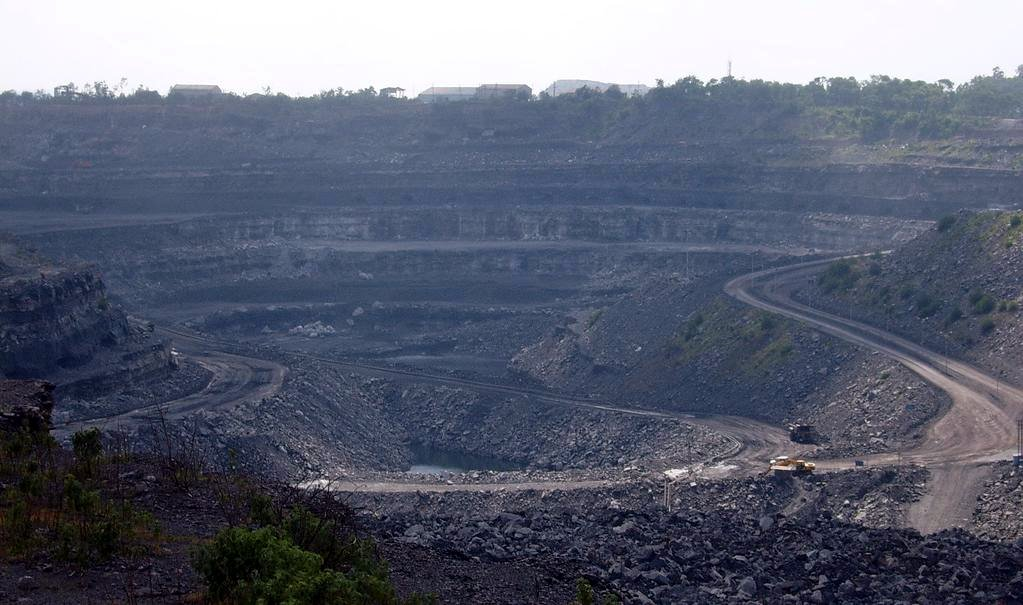
於賈坎德邦丹巴德的露天開採煤礦。

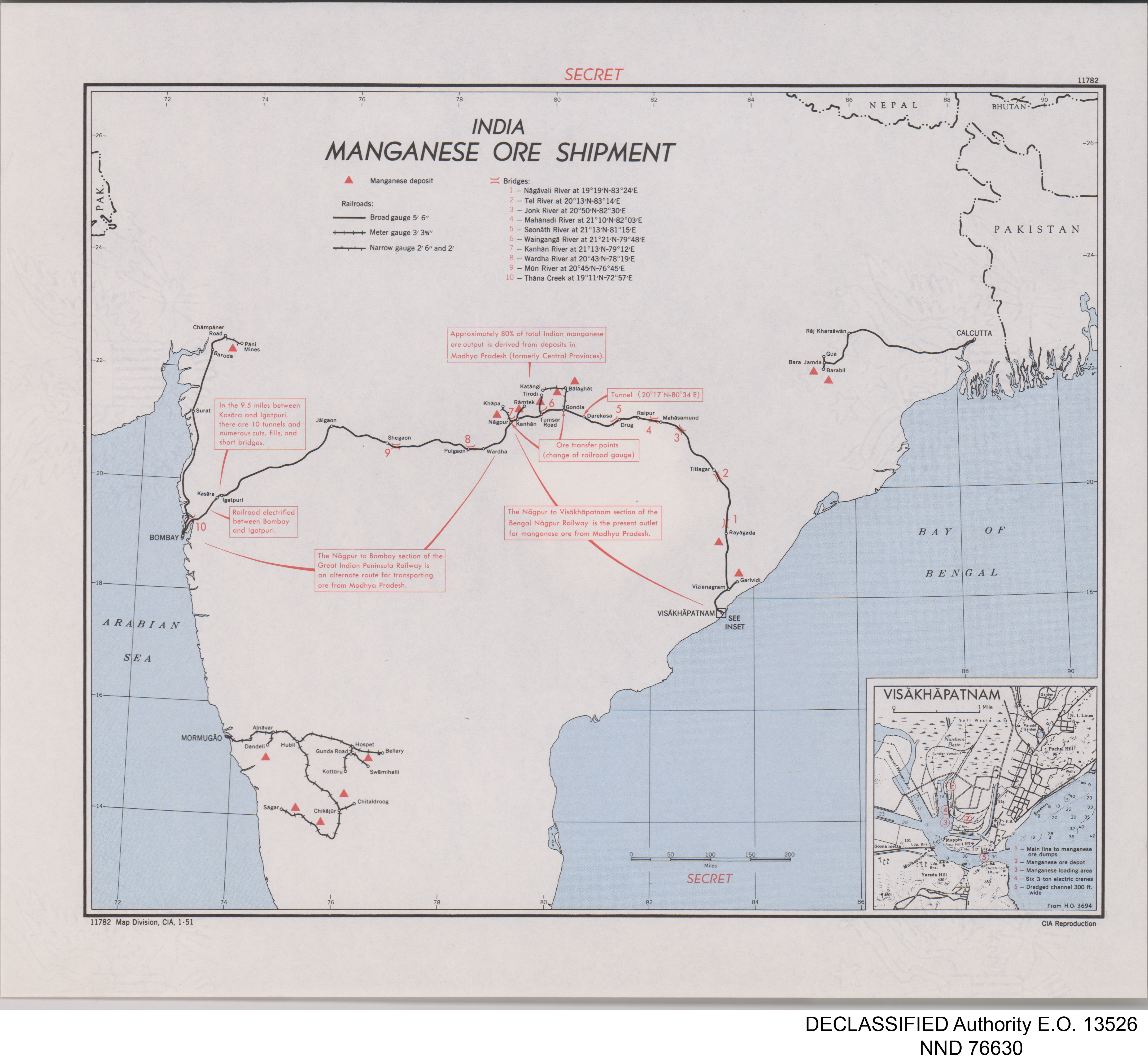
印度於1951年的錳礦開採地點。

印度河流域文明的居民早在公元前3千年就知道並利用燧石。於米蘭大學服務的P. Biagi和M. Cremaschi在1985年至1986年期間的考古發掘中發現許多哈拉帕（現位於巴基斯坦）文明的採石場遺址。Biagi (2008年) 對這些採石場的描述："從地表上看，這些採石場幾乎全是圓形的空曠區域 - 推測為當年的採石坑，裡面充滿從塔爾沙漠吹來的風成沙，以及源自史前採礦活動的石灰岩塊堆。在這些採石場周圍，散落有燧石片和岩片，顯然是燧石作坊的遺跡，遺留物中有典型的哈拉帕式細長岩片塊，以及從小型岩石剝離出刀片狀岩片。"考古隊在1995年至1998年間對採石場中發現的棗屬植物（Zyzyphus cf. nummularia）木炭進行加速器質譜法分析，證明當地採石活動一直持續到公元前1870-1800年。
美國考古學家喬治·瑞普（George Robert Rapp）在其著作 - 關於印度文獻中提到的礦物 - 中提出：
梵文文本中提到醫療處方使用的礦物有瀝青、岩鹽、雌黃、白堊岩、明礬、鉍、爐甘石洗劑、雄黃、輝銻礦、硝酸鉀、硃砂、砷、硫磺、黃赭石、紅赭石、黑沙和紅土。 使用的金屬有黃金、白銀、銅、汞、鐵、鐵礦石、黃鐵礦、錫和黃銅。 汞似乎最常用到（在文本中有多個不同的名稱）。 尚未找到汞或其礦石來自何處，因此推測可能是由別處進口。

## 地理分布
印度礦藏分佈並不均勻，礦物密度因地區而異。D.R. Khullar指出印度有5個礦產"帶"：東北部帶、中部帶、南部帶、西南部帶和西北部帶。 以下是各個地理"帶"的細部資料：
| 礦物帶   | 位置                                                               | 礦物種類 |
| -------- | ------------------------------------------------------------------ | --- |
| 東北部帶 | 喬塔納格布爾高原和奧迪薩高原（包括賈坎德邦、西孟加拉邦和奧迪薩邦。 | 煤、鐵礦石、錳礦、雲母、鋁礬土、銅礦、藍晶石、鉻鐵礦、綠柱石和磷灰石等。Khulla稱此帶是印度的礦產中心，並進一步引用研究報告指出："該區域蘊藏有印度100%藍晶石、93%鐵礦石、84%煤炭、70%鉻鐵礦、70%雲母、50%耐火黏土、45%石棉、45%瓷土、20%石灰岩，以及10%的錳礦儲量。" |
| 中部帶   | 恰蒂斯加爾邦、安德拉邦、中央邦及馬哈拉什特拉邦。                   | 錳礦、鋁礬土、鈾礦、石灰石、大理石、煤礦、鑽石、雲母及石墨等，有大量儲藏，但實際數量尚未調查清楚。此地區是印度第2大礦藏區。 |
| 南部帶   | 卡納塔卡高原及坦米爾那都邦                                         | 鐵金屬礦物及鋁礬土。礦藏種類簡單。 |
| 西南帶   | 卡納塔卡邦及果阿邦.                                                | 體礦石、石榴石及黏土。 |
| 西北帶   | 沿阿拉瓦利山脈的拉賈斯坦邦及古吉拉特邦                             | 非鐵金屬、鈾礦、雲母、 鈹礦、海藍寶石、石油、石膏及祖母綠。 |

印度尚未充分探索其專屬經濟海域、各個山脈以及馬哈拉什特拉邦的加德奇羅利、阿薩姆邦等少數邦和地區內的礦產資源。
加德奇羅利在過去3年中已成為一採礦重地，朝著變成印度另一鋼鐵中心的道路邁進。 從2021年開始，包括洛伊德金屬與能源公司(Lloyd's Metal and Energy Limited，簡稱LMEL）等企業（其礦場由Thriveni Earthmovers公司營運），已成功克服內部衝突並在該地區啟動採礦作業。 當地廠商還取得政府支持，希望能在2030年將該地區建成另一個鋼鐵中心。
馬哈拉什特拉邦政府持續努力改善此地的基础設施，期望實現這個目標。LMEL目前經營的Surjagad鐵礦產能將達到每年2,500萬噸，興建綜合鋼鐵廠的基礎工程也在進行中。 另一家稱為Surjagad Ispat的公司已進入該運作，還會有更多公司跟進。
當上述計畫實現後，印度鋼鐵產能將可擴充，不但可降低成本，也能把中國進口的鋼鐵數量降低。

## 新發現的礦山/礦床
| 項目 | 礦產資源 | 探勘機構                                                          | 地點                                   | 註記 |
| ---- | -------- | ----------------------------------------------------------------- | -------------------------------------- | --- |
| 鋰礦 | 鋰       | 印度地質調查局                                                    | 查謨和喀什米爾                         | 位於查謨和喀什米爾雷阿西縣的Salal-Haimana地區 |
| 鋰礦 | 鋰       | 印度地質調查局                                                    | 於拉賈斯坦邦納高爾的Renvat嶺及附近區域 | |
| 鋰礦 | 鋰       | 印度國家礦物探勘信託（National Mineral Exploration Trust (NMET)） | 於賈坎德邦東新奔縣與哈扎里巴格         | |
| 鋰礦 | 鋰       | 印度原子礦物探勘與研究總署 (AMD)                                  | 卡納塔卡邦                             | 估計儲量為14,100公噸。 |
| 鋰礦 | 鋰       | 印度原子礦物探勘與研究總署                                        | 卡納塔卡邦                             | 初步勘查，指出礦藏位於亞德吉爾縣 |
| 鉭礦 | 鉭       | 印度魯普納加爾理工學院                                            | 旁遮普邦魯普納加爾                     | |
| 鈾礦 | 鈾       | 印度原子礦物探勘與研究總署                                        | 拉賈斯坦邦                             | 在錫格爾縣的Rohil發現有8,813公噸二氧化鈾儲量、在Rohil西部有3,570公噸儲量、在Jahaz有1,002公噸儲量及在Geratiyon ki Dhani有1,002公噸儲量。                                                                           |
| 稀土 | 稀土礦物 | 印度國家地球物理研究所                                            | 安德拉邦阿納恩塔普爾                   | 發現的輕稀土元素礦物有 褐簾石、矽鈰石、釷石、鈮鐵礦、鉭鐵礦、磷灰石、鋯石、獨居石、燒綠石-黑希金礦和螢石。 |
| 稀土 | 釩       | 印度地質調查局                                                    | 古吉拉特邦阿朗                         | 印度地質調查局的研究人員認為康貝灣中含釩鈦磁鐵礦礦床，可能是經由訥爾默達河和達布蒂河從德干高原玄武岩地區沖刷/攜帶而來。                                                                                           |
| 稀土 | 稀土礦物 | 印度原子能部                                                      | 拉賈斯坦邦巴爾梅爾                     | 在拉賈斯坦邦西南部地區的碳酸岩和微花崗岩中，已發現豐富的稀土元素儲藏，例如氟碳鈰礦、鈰鈣矽石、鈰鋇氟碳礦和磷釔礦。另發現最稀有的Genotime稀土礦藏，而在巴爾默其他地區的碳酸岩中，也可能存在500萬噸的稀土元素礦藏。 |
| 金礦 | 金       | 北方邦地質局                                                      | 北方邦松巴得拉縣                       | |
| 金礦 | 金       | 奧迪薩邦礦業局與印度地質調查局                                    | 奧迪薩邦                               | 奧迪薩邦有三個縣的不同地點均發現金礦 |
| 金礦 | 金       | 印度地質調查局                                                    | 比哈爾邦賈穆伊                         | |
| 金礦 | 金       |                                                                   | 安德拉邦Jonnagiri縣                    | 德干金礦公司（DGML）是家在孟買證券交易所上市的黃金探勘公司，其子公司Geomysore Services India Limited可能會在2024年11月在Jonnagiri縣開始採金。                                                                     |

## 礦產
印度有豐富的煤碳（世界第4大儲量）、鋁礬土、鈦礦、鉻鐵礦、天然氣、鑽石、石油和石灰石等資源。根據印度礦業部於2008年的估計："印度已擴大產量，在世界鉻鐵礦生產國中排名第2。 此外，印度的煤碳和褐煤產量於全球排名第3，重晶石產量排名第2，鐵礦石產量排名第4，鋁礬土和粗鋼產量排名第5，錳礦石產量排名第7，鋁產量排名第8。"
印度擁有全球已知，且經濟上可開採釷元素的12%，是世界上最大的雲母生產國和出口國（產量佔比近60%），出口到英國、日本、美國等國。印度是世界上最大的鐵礦石生產國和出口國之一，主要出口到日本、韓國、歐洲和中東。單單日本一國即佔印度鐵礦石總出口量近4分之3。印度的錳礦儲量位居世紀前矛，是錳礦石的主要生產國和出口國，出口到日本、歐洲（瑞典、比利時、挪威等國），少量出口到美國。

### 產量
印度礦業部於2015年公佈的部分礦產淨產量如下：
| 礦物       | 數量       | 數量單位     | 礦物類型   |
| ---------- | ---------- | ------------ | ---------- |
| 煤碳與褐煤 | 683        | 百萬公噸     | 燃料       |
| 天然氣     | 32,249     | 百萬立方公尺 | 燃料       |
| 石油       | 36.9       | 百萬公噸     | 燃料       |
| 鋁礬土     | 28.134     | 百萬公噸     | 金屬礦物   |
| 銅礦       | 3.9        | 百萬公噸     | 金屬礦物   |
| 金礦       | 1,594      | 公斤         | 金屬礦物   |
| 鐵礦石     | 156        | 百萬公噸     | 金屬礦物   |
| 鉛礦       | 145        | 千公噸       | 金屬礦物   |
| 錳礦       | 2,148      | 千公噸       | 金屬礦物   |
| 鋅礦       | 759        | 千公噸       | 金屬礦物   |
| 鑽石       | 31,836,091 | 克拉         | 非金屬礦物 |
| 石膏       | 3,651      | 千公噸       | 非金屬礦物 |
| 石灰石     | 170        | 百萬公噸     | 非金屬礦物 |
| 磷礦       | 1,383      | 千公噸       | 非金屬礦物 |

### 出口

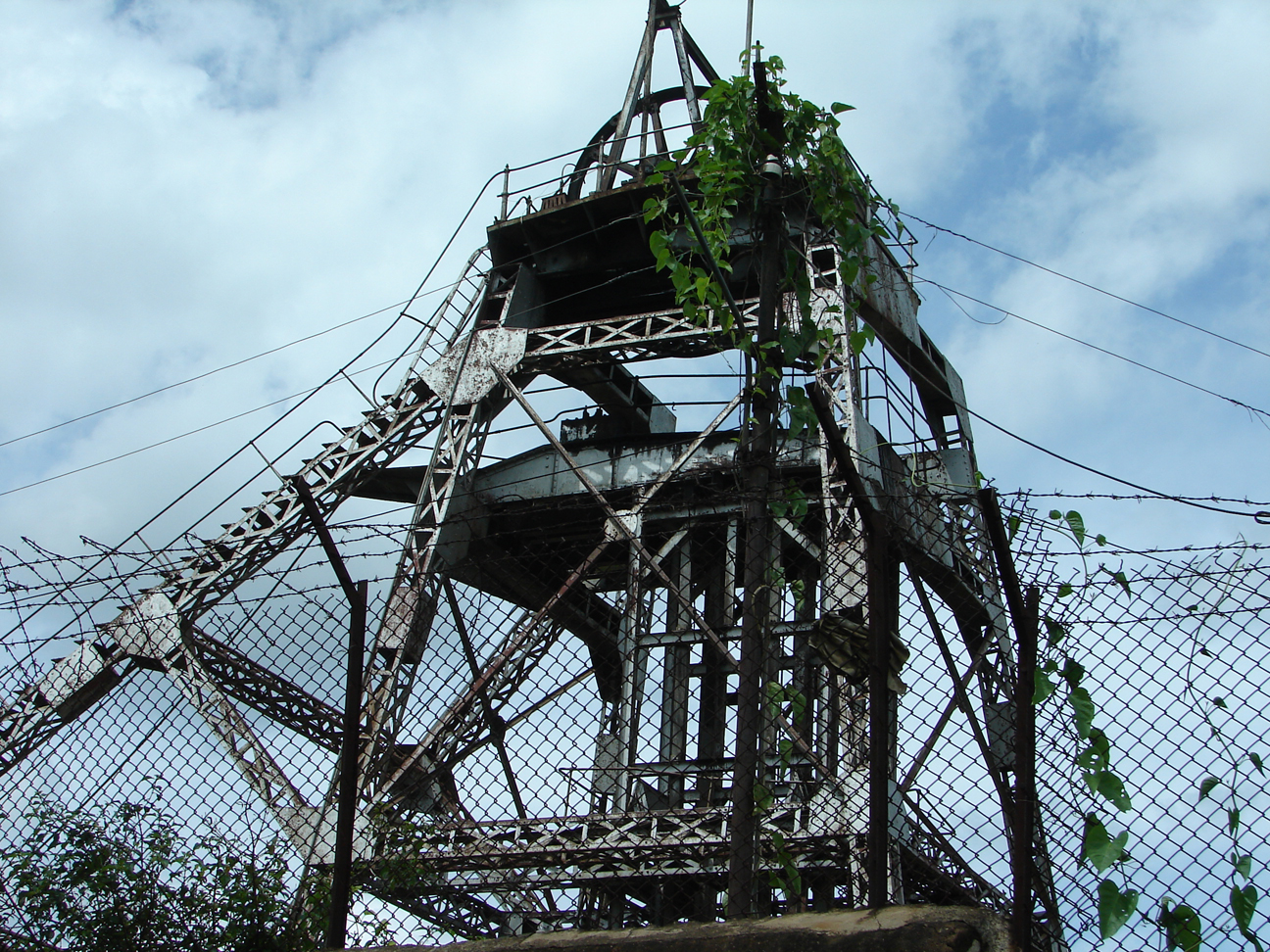
於卡納塔克邦果拉爾縣的果拉爾金礦（Kolar Gold Fields）中的礦井。

印度礦業部公佈的2004-05財務年度，部分礦產淨出口量如下：
| 礦物       | 出口數量  | 單位 |
| ---------- | --------- | ---- |
| 鋁         | 896,518   | 公噸 |
| 鋁礬土     | 1,131,472 | 公噸 |
| 煤碳       | 1,374     | 公噸 |
| 銅         | 18,990    | 公噸 |
| 石膏與灰泥 | 103,003   | 公噸 |
| 鐵礦石     | 83,165    | 公噸 |
| 鉛         | 81,157    | 公噸 |
| 石灰石     | 343,814   | 公噸 |
| 錳礦石     | 317,787   | 公噸 |
| 大理石     | 234,455   | 公噸 |
| 雲母       | 97,842    | 公噸 |
| 天然氣     | 29,523    | 公噸 |
| 硫磺       | 2,465     | 公噸 |
| 鋅         | 180,704   | 公噸 |

## 法律和憲法框架
印度不是《礦產開採業透明度倡議》（EITI）的簽署國。但制定有國家層級管理礦業部門的法律和憲法框架：
- 《2008年印度國家礦業政策》為該國礦業部門提供政策層面的指導方針。[26]
- 《1957年礦產和礦物（開發與管理）法》（MMDR法）對採礦作業進行規範。[27]
- 各邦政府為當地礦產的擁有者，根據《1957年礦產和礦物（開發與管理）法》的規定授予業者開採權利，並徵收權利金、最低租金和費用。[28]所得收入存入邦政府的合併基金，直至邦立法機構通過預算程序，批准其動用。[29]
- 印度最高法院近日表示，現行的礦產所有權制度需要改革，應將所有權歸還給土地所有者。[30]

"礦產監管和開發"主題列於《印度憲法》第七附表邦列表中的第23號。然而《印度憲法》將此權利設有限制 - 憲法賦予議會在第七附表中央列表第54項下的權力，讓其制定法律，各邦因此受到中央法律約束。《1957年礦產和礦物（開發與管理）法》是礦業部門的主要現行中央法律。該法案在制定時，有《1957年產業政策決議（Industrial Policy Resolution 1957）》作為政策指導，此法案的目的是為國營金屬製造事業建立一套礦產特許制度。印度於1991年開放經濟後，於1993年頒佈一單獨的《國家礦業政策（National Mineral Policy）》，將私營部門在勘探和採礦中的作用做了概述，並多次將《1957年礦產和礦物（開發與管理）法》修訂，以提供合理的特許權制度，吸引私營部門投資（包括外國直接投資），以符合1993年《國家礦業政策》的規定進行勘探和採礦。
《1957年礦產和礦物（監管與開發）法》制定的目的在規範礦產的開採和開發，並由中央政府控制。 該法案歷經1972年、1986年、1994年和1999年修訂，以符合礦產開發政策變化。 《1999年礦產和礦物（監管與開發）修正法》中，規定 (a) 引入與勘探不同的偵測作業新概念、 (b) 授權邦政府頒發石灰石礦產特許權、 (c) 授予非緊湊型和非連續區域的礦產特許權、 (d) 放寬勘探許可證和採礦租賃的最大面積限制及 (e) 授權邦政府制定規則以遏制非法開採等。
該國於2015年再次修訂法案，以消除在授予礦產特許權方面的自由裁量權並提高透明度。 修訂後的《1957年礦產和礦物（監管與開發）法》，礦產特許權的授予只能通過拍賣競標的方式進行，無論是勘探階段還是開採階段，皆需如此。
印度於2015年發佈新的《礦產（拍賣）規則》以規範拍賣程序。 同時發佈《礦產（礦物含量證據）規則》，闡明在採用技術上的要求。

## 礦業的問題
印度礦業部門所面臨，最具挑戰性的問題之一是缺乏對國內自然資源的評估。許多地區仍未開發，這些地區的礦產資源仍有待調查。已知的礦產分佈並不均勻，且地區之間差異巨大。印度也希望仿效英國、日本和義大利的先例，將廢鐵回收後用於冶煉工業。
印度政府於1993年首次頒布《國家礦業政策》，以放開礦業部門。 此政策的目的在鼓勵私人資金流入，並在探勘和採礦中引入最先進技術。 該國在進行第10個五年計劃的中期評估中，發現導致政策執行並不成功的主要因素是礦產特許權申請處理程序曠日費時，以及礦區的基礎設施不足。 為全面審查與礦業發展有關的問題，並提出改善投資環境的措施，中期評估建議成立一高級別委員會（High Level Committee）。 印度政府規劃委員會於2005年9月14日成立一委員會，由規劃委員會委員Shri Anwarul Hoda擔任主席。
委員會於2006年12月就其職責範圍內的事項提出詳細建議。 之後印度政府根據高級別委員會的建議，並與各邦政府協商，於2008年3月13日推出新的《國家礦業政策》以取代1993年的版本。
英屬印度於1894年成立一個專家委員會，制定採礦安全條例，以確保印度的礦業受到規範。委員會還通過首部《1901年礦業法》，導致採礦相關的事故大幅減少。這類事故係由人為和自然現象共同所造成，例如爆炸和水災。會造成嚴重傷害或死亡的事故的主因有頂板掉落、甲烷氣體爆炸、煤塵爆炸、一氧化碳中毒、車輛事故、墜落/滑倒和牽引載具相關事故。
印度礦業在最近幾十年中一直面臨著大規模礦區居民必須搬遷、當地人抗議（如印度記者Aditi Roy Ghatak在英文月刊《D+C Development and Cooperation》雜誌上所報導）、人權問題（如童工或強迫勞動生產的商品列表中所報導）以及環境問題（例如污染、腐敗、森林砍伐和對野生動物棲息地的威脅）。

### 沙礦開採
採沙是印度的一個環境問題。 環境保護主義者已提高公眾對在馬哈拉什特拉邦、中央邦、安德拉邦、坦米爾那都邦和果阿邦非法採沙活動的認識。 針對保育和環境問題的非政府組織Awaaz基金會在孟買高等法院提起一項公共利益訴訟，要求禁止沿著康坎海岸進行採沙活動。Awaaz基金會還與孟買自然歷史學會合作，於2012年10月在海德拉巴舉行的《生物多樣性公約》第十一屆締約方大會上，將採沙活動列為對沿海生物多樣性的重大威脅。卡納塔卡邦的一名印度行政服務官員D. K. Ravi因在果拉爾縣嚴厲打擊猖獗的非法採沙活動而聞名，D. K. Ravi於2015年3月16日在其於班加羅爾的住所內死亡。 廣泛流傳的說法稱其死因非自殺導致，而是由涉嫌土地掠奪和採沙黑幫介入的結果。

## 企業社會責任研究

### 背景
礦業在印度工業中發揮有重要的作用，在1990年代，其產值於全國GDP中有約3%的佔比，目前的佔比約為2%。印度果阿邦擁有10億噸的鐵礦石儲量，礦業發達。 每年出口約3,000萬噸鐵礦石。中國於21世紀對鐵礦石的需求以驚人的速度成長，果阿邦的鐵礦石出口也隨之增加。 印度政府與此同時放寬對鐵礦石貿易的管制，加上現貨合約等其他因素導致該邦於2005年至2010年的5年之間，鐵礦石出口量翻了一倍。
印度政府為維持礦業的可持續性，於1987年透過議會制定一系列法規，礦業公司從印度政府取得的租賃許可最長為20年，否則不得採礦。

### 企業社會責任與果阿礦產基金會
印度政府鼓勵企業在履行企業社會責任（CSR）時，採取獨立的社會行動。根據印度《2013年公司法》規定，每家公司每年必須將淨利潤的2%投資於社會計畫。此處的"獨立"表示企業的社會行動並非其核心策略的一部分，因此，企業更傾向於透過設立基金會的方式來執行這類社會計畫。
果阿礦產基金會 (MFG) 是一非營利組織，由16家礦業公司於2000年12月12日成立。MFG的主要目的是通過各種方式幫助採礦區附近的社區和居民，以履行相關企業的社會責任。 最常見的做法是投資於社會和環境項目，例如環境可持續性、醫療保健和教育支持。 例如MFG在2000年至2010年間總共投資10億盧比於環境可持續性項目。 MFG透過這些項目為社會提供相當的貢獻，例如創建池塘、捐贈書籍和設備予學校。然而MFG並不願意持續支持以維持既有成果。另一方面，農民傾向於直接收取礦業公司的資金，而礦業公司則傾向於提供技術協助，雙方的意願存在落差。

### 禁令
M.B. Shah法官領銜的委員會（Shah Commission）於2010年訪問果阿邦，很快發現果阿邦礦業中存在的一些重要問題 - 一些礦業公司即使在租約到期後仍繼續進行開採、一些公司在批准的採礦區之外開採及一些公司未能保持覆蓋層與灌溉渠道之間的規定距離。 這些行為讓採礦者的鐵礦石產量超過核定產量的15%以上。 聯邦政府根據業者的違規情事，下令將果阿邦所有90座鐵礦關閉。印度最高法院隨後也對果阿邦的採礦作業發佈臨時禁採令。

### 結果與結論
此項禁令直接導致政府損失巨大收入（高達5,000億盧比，相當於80億美元)。對印度於2013年和2014年度的GDP造成衝擊。也引發社會問題 - 失去工作的人不願意重拾以往的工作（例如捕魚和務農）。
針對此事件的研究，顯示當公司核心戰略與企業社會責任發生衝突時，公司創造的社會效益並不能保證其能正常運作。以果阿邦為例，雖然一些礦業公司和組織（如MFG）採取企業社會行動，但大多數礦業公司更傾向專注於謀利。 部分原因是缺乏政府規範和監督，礦業經營者因此得以投機，換言之，是公司傾向透過違法手段以謀求更高的利潤。 此外，當地礦業的社會行動仍有不足 - 雖然當地水質已獲改善，但在某些時期的水中鐵礦石濃度仍會不符規定。